# Simfonia núm. 9 (Mahler)
La Simfonia núm. 9 de Gustav Mahler, l'última que va completar el compositor, va ser escrita entre els anys 1908 i 1909. La primera interpretació va tenir lloc després de la mort de Mahler, el 26 de juny de 1912, sota la direcció de Bruno Walter durant el primer festival de música a Viena. Encara que sovint es creu que està en la tonalitat de re major, l'esquema tonal de la simfonia en el seu conjunt és progressiu. Mentre que el moviment d'obertura és en re major, el final és en re bemoll major. La durada mitjana és d'uns 75-90 minuts.

## Origen i context
L’estiu de 1908, Gustav Mahler es retirà a la muntanya per començar la composició de la seva Simfonia núm. 9. Es trobava esgotat, amb la salut fràgil per una malaltia incurable, marcat per la pèrdua del seu fill, i apropant-se al final del seu camí. Tot i que ja havia deixat una empremta notable com a compositor, el seu prestigi més gran continuava sent com a director d’orquestra —Rakhmàninov, de fet, el veia com l’únic que podia fer ombra al llegendari Arthur Nikisch. Aquell mateix any havia debutat com a director al Metropolitan Opera de Nova York, després d’abandonar la Hofoper de Viena l’any anterior, empès per l’ambient hostil i l’antisemitisme creixent en els cercles culturals vienesos.
Després d’acabar la seva segona temporada a l'Òpera Metropolitana durant l’hivern, Mahler va travessar l’Atlàntic al mes d’abril, passant per París i posteriorment arribant a Viena. A l’estiu de 1909, va establir-se a Alt-Schluderbach, un petit poble enmig de les muntanyes del Tirol austríac, on ja havia compost Das Lied von der Erde l’any anterior. Va ser en aquest entorn on la major part de l'obra es va compondre, i que va completar a la tardor del mateix any. Quan va morir el 18 de maig de 1911, va deixar la seva Desena Simfonia inacabada.
En el moment de concloure la composició d'aquesta simfonia, Mahler ja havia sofert les tres tragèdies que marcarien els seus últims anys: la mort de la seva filla gran, la seva dimissió de l'Òpera de Viena i el diagnòstic d'una lesió valvular cardíaca que posaria fi a la seva vida el 1911 en complicar-se amb endocarditis infecciosa. Això s'agrega al fet d'haver-se assabentat de la relació que la seva dona Alma mantenia amb l'arquitecte Walter Gropius. És un fet que la mort va perseguir Mahler al llarg de tota la seva vida (nou dels seus catorze germans van morir durant la infància, el seu germà Otto es va suïcidar sent ja adult, la mort de la seva filla i la de la seva sogra, que va caure víctima d'un fulminant atac de cor durant el funeral de la petita Maria). D'aquesta manera, la novena simfonia sembla estar coberta per la mort. Té la mateixa estructura i el mateix to de comiat que la Patètica de Txaikovski, mort tot just una setmana després de l'estrena de la referida obra.

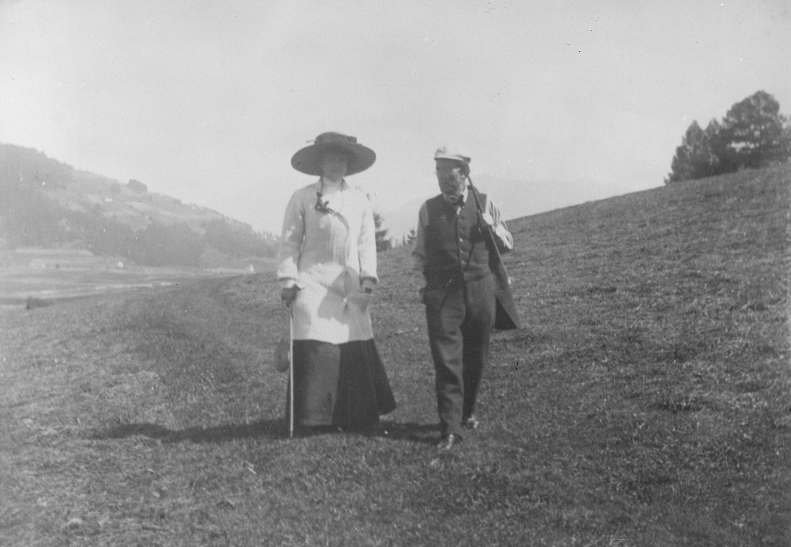
Gustav Mahler i Alma Mahler el 1909 caminant a prop de Toblach

## Recepció
Va tenir un gran impacte en la nova generació de compositors. Alban Berg la va elogiar com «la cosa més gloriosa que Mahler ha escrit», mentre que Arnold Schönberg va percebre'n la qualitat mística quan va afirmar: «L’autor gairebé ja no parla com a subjecte. És com si aquesta obra tingués un altre autor ocult, que simplement ha utilitzat Mahler com a portaveu».

## Estructura
L'obra consta de quatre moviments:
1. Andante comodo
2. Im tempo Eines gemächlichen Ländlers. Etwas täppisch und sehr derb
3. Rondo - Burleske: Allegro assai. Sehr Trotzig
4. Adagio: Sehr langsam und noch zurückhaltend

## Anàlisi musical
La simfonia s'obre amb un llarg moviment d'uns 25 minuts que comença de forma arrítmica i irregular, molt suaument. El moviment continua desenvolupant-se amb un halo de desesperança, la qual es manifesta en els dos primers clímaxs, sent el tercer, sense dubte, una referència a la mort.
Mahler aconsegueix aquesta durada combinant dues formes clàssiques: el rondó, iterant fins a set vegades el seu tema inicial, mentre desenvolupa un contingut en forma sonata tradicional que intercala de forma brillant.
En el desenvolupament, se sent les trompes i els clarinets en la forma original de Mahler, amb un tercer descendent en un cinquè. Al màxim del desenvolupament de la sonata, els trombons i la tuba anuncien un motiu de batec de cor rítmic, marcat dins de la partitura "Mit höchster Gewalt" (amb més força). Condueix a una solemne marxa fúnebre, marcada amb "Wie ein Kondukt" (com una processó funerària), en un ostinato de timbal del motiu de tres notes de l'arpa. En aquest punt s’escolten campanes baixes per primera i única vegada a la simfonia, acompanyant els timbals en el motiu de tres notes. Prop del final del moviment hi ha un notable exemple de la polifonia lineal de Mahler, en la qual el piccolo, la flauta travessera, l’oboè i el violí solitari imiten les crides d’ocells.
El compositor Alban Berg va afirmar que aquesta secció era una «visió del més enllà». La impressió que li va causar sentir aquest moviment la va descriure en una carta a la seva dona el 1912: «El primer moviment és el més gran que va compondre Mahler. És l'expressió d'un enorme amor per aquesta terra, el desig de viure-hi pacíficament i gaudir de la natura fins a les seves cotes més profundes -abans que arribi la mort. Perquè la mort és inevitable. Tot aquest moviment està dominat pel pressentiment de la mort, que es fa conèixer una vegada i una altra en el curs del moviment. És la culminació de tot el que hi ha a la terra i als somnis, amb erupcions cada vegada més intenses que segueixen els passatges més suaus i, per descomptat, aquesta intensitat és més forta en l'horrible moment en què la mort esdevé una certesa, on, enmig del més profund, la majoria anhelant vida punyent, la mort es fa conèixer 'amb la violència més gran'. Enfront d'això, no hi ha resistència».
Les al·lusions a altres músiques d’aquest moviment inclouen referències a la Sonata per a piano núm. 26 de Ludwig van Beethoven i al vals de Johann Strauss II, Freuet euch des Lebens, aquest últim assenyalat per primera vegada per Philip Barford el 1971.
Els dos moviments següents es caracteritzen per tenir un caràcter lúdic. El segon emula una dansa i el tercer una marxa militar.
En el segon moviment Mahler fa servir tres temes de danses alternats. El ländler, una dansa popular austríaca, un ball senzill amb un lent ritme i compàs ternari, que provoca una certa sensació humorística; aquest primer ball s'alterna amb seccions de vals més ràpides i intenses (più moso, en mi major) que duren 15 minuts; per acabar, un lent i amable ländler amb fosques referències a càrrec de la trompa (en fa major).
Al final del moviment, Mahler va destacar el ländler amb solos per a les trompes, altres instruments de vent i les violes. Va culminar amb una interpretació del motiu del ländler a càrrec del flautista, acompanyat pels contrafagots, els violins i les violes tocant en pizzicato per ressaltar l'instrument solista.
El tercer moviment augmenta la tensió després del seu predecessor relativament relaxat i elegant, donant via lliure a la música d'una intensitat fulgurant i d'un virtuosisme contrapuntístic sorprenent.
Segons el biògraf de Mahler Michael Kennedy, el compositor va dedicar aquest moviment "als seus germans a Apol·lo", una referència sarcàstica cap als que el criticaven per la seva suposada incapacitat per escriure contrapunt, tot i que també una pista paròdica d'aquest moviment agressiu. La segona secció comença amb un fugato, amb un breu episodi amb instruments metàl·lics, anticipant la tercera secció, que gira cap a una meditació intensa i calmant al mig del moviment. Després es va estenent per presagiar l'afinitat amb el moviment final.
El quart moviment sembla portar la redempció a l'ànima agonitzant del compositor. Reposat i ple de referències al descans i la vida eterna, es diu que és una mostra del dolor de Mahler per la mort de la seva filla. De fet, gairebé al final del moviment va incloure una part del lied oft Denk'ich, sie sind nur ausgegangen, dels seus Kindertotenlieder. A la partitura, Mahler va escriure la següent estrofa d'aquesta cançó: Als cims el dia és bonic, en una clara al·lusió a la seva tragèdia personal.

## Instrumentació
- Cordes: 2 arpes, violins I i II, violes, violoncels, contrabaixos.
- Fustes: 4 flautes, flautí, 4 oboès (el 4t doblant el corn anglès), 3 clarinets en si bemoll i en la, clarinet baix en si bemoll,  clarinet en mi bemoll, 4 fagots (el 4t doblant el contrafagot).
- Metalls: 4 trompes en fa, 3 trompetes en do, 3 trombons, tuba.
- Percussió: timbales, bombo, caixa, platerets, triangle, tam-tam, glockenspiel, 3 campanes tubulars greus.